# Московки
Московки (лат. Periparus) — род птиц из семейства синицевых. Представителей рода ранее относили к роду Parus, но были перенесены в род Periparus, когда Parus был разделен на несколько возрожденных родов после публикации подробного молекулярно-филогенетического анализа в 2013 году.
Название рода Periparus происходит от др.-греч. συν — «плюс» и научного названия рода синиц (Parus).

## Виды
В состав рода включают три вида:
| Изображение | Научное название        | Русское название    | Распространение                                               |
| ----------- | ----------------------- | ------------------- | ------------------------------------------------------------- |
|             | Periparus rufonuchalis  | Рыжешейная синица   | Индия, Китай, Пакистан, Туркменистан, Кыргызстан и Афганистан |
|             | Periparus rubidiventris | Краснобрюхая синица | Бутан, Китай, Пакистан, Индия, Мьянма и Непал                 |
|             | Periparus ater          | Московка            | субтропики Евразии и Северной Африки.                         |